# Электроника Т3-16
«Электроника Т3-16» — советский настольный программируемый калькулятор середины 1970-х годов с обратной польской записью. 392 шага программирования, 28 регистров памяти. Фиксированная или плавающая запятая.
Сделан на основе калькулятора Hewlett-Packard 9100B (разновидность Hewlett-Packard 9100A на новой элементной базе с увеличенной памятью). Элементная база — микросхемы ТТЛ логики серии К155 и дискретные компоненты. Память на магнитных сердечниках. Долговременная память выполнена на магнитных картах. Экран — алфавитно-цифровой на базе электронно-лучевой трубки.